# بيض إسكتلندي

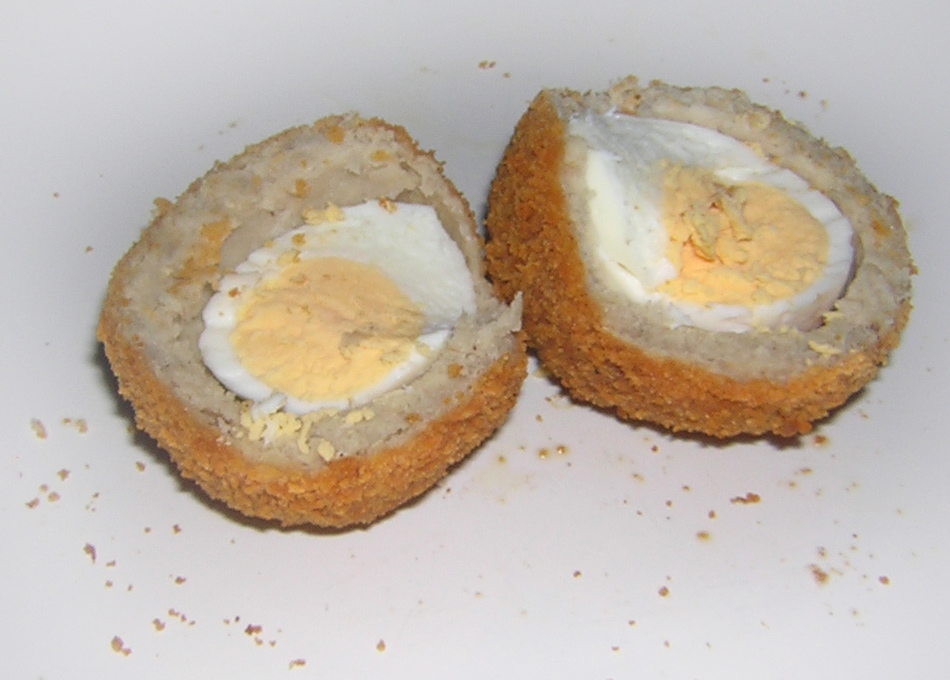
بيضه إسكتلندى منصفة.

بيض إسكتلندي (بالإنجليزية: Scotch eggs)‏ هو طعام خفيف ينتشر بيعه في محلات إسكتلندا وإنجلترا. ولطهي البيض الإسكتلندي، تؤخذ بيضة صحيحة مسلوقة، وتغطى بعد تقشيرها بطبقة من السجق الإسكتلندي المهروس والمخلوط بالخبز المبلول ودقيق السميد . تكور على هيئة الكرة، ثم تُقلى في الزيت. ينتج عنها كرة لحم لونها ذهبي . يوجد البيض الإسكتلندي في جميع السوبرماركت في بريطانيا وإسكتلندا، وتؤخذ في الرحلات .
ويرجع تاريخها إلى عام 1851 حيث ظهرت أول مرة في لندن في محلات «فورتنوم و ميسون» .
.

## شبيه لها من مصر
توجد في مصر نوع من الكفتة تشبه البيض الإسكتلندي حيث يدخلها البيض المسلوق وتسمي «طوربيد اللحم» . ويطهى طوربيد اللحم من اللحم المفروم المضاف إليه قليل من الخبز المنقوع في الحليب و دقيق البقسماط. يتبل مخلوط اللحم جيدا بالملح والفلفل الأسود ومسحوق جوزة الطيب، وربما يضاف إلى المخلوط بيضة للتماسك . يوضع نصف المخلوط في وعاء مستطيل بارتفاع 10 سنتيمتر . وتُرص فيه طوليا عدد 4 - 5 بيضات مسلوقة مقشورة . ثم تغطي البيضات بنصف مخلوط اللحم الباقية، وتوضع في فرن عند 180 درجة مئوية لمدة 60 - 70 دقيقة . يخرط طوربيد اللحم إلى شرائح سمك 2 سنتيمتر ، وبالهناءوالشفاء .